# كهوتكي
كهوتكي هي مدينة في شمال السند، باكستان.